# Trivialpatent
Trivialpatent ist eine Bezeichnung für ein Patent, das für eine Erfindung erteilt wurde, die nach Ansicht desjenigen, der diesen Begriff verwendet, nur eine geringe Erfindungshöhe aufweist und daher eine Patentfähigkeit eigentlich nicht gegeben sei.

## Rechtlicher Bezug
Auszug aus dem Deutschen Patentgesetz:
§ 1 – Voraussetzung einer Erfindung
(1) Patente werden für Erfindungen erteilt, die neu sind, auf einer erfinderischen Tätigkeit beruhen und gewerblich anwendbar sind.
§ 4 – Erfindung auf Grund erfinderischer Tätigkeit
Eine Erfindung gilt als auf einer erfinderischen Tätigkeit beruhend, wenn sie sich für den Fachmann nicht in naheliegender Weise aus dem Stand der Technik ergibt. […]
Wortgleich finden sich diese Formulierungen auch im Europäischen Patentübereinkommen (Art. 52 und 56 EPÜ). Auch nach dem Patentrecht anderer Länder (z. B. USA, Japan) soll durch ähnliche Formulierungen sichergestellt sein, dass triviale Weiterentwicklungen nicht patentiert werden. Für die Beurteilung, ob eine erfinderische Tätigkeit vorliegt, werden aber in jedem Land andere Maßstäbe angelegt.

## Beispiele für als Trivialpatente angesehene Patente
- One-Click-Patent für Amazon
- Fortschrittsanzeige in Computerprogrammen
- Patent auf den Hyperlink (direkte Verknüpfung zweier HTML-Seiten)
- Statusanzeige der Caps-Lock-Taste, patentiert für IBM
- Doppelklick-Patent für Microsoft
- Kfz-Kürzel in Domain-Namen
- Mehrere Ansprüche aus Patent  EP352496: Apparatus for cleaning vertical blinds, curtains or the like.‌ laut BGH X ZR 140/99 S. 17.
- Anspruch 1 aus Patent  EP433563: Verfahren zur Herstellung einer blasenfreien, kalandrierten Gummibahn.‌ in seiner ursprünglich erteilten Form laut BGH „blasenfreie Gummibahn I“ X ZR 7/00 S. 16.
- Das Patent  EP406982: Method of impregnating ink absorbing means.‌ laut BGH X ZR 185/00 S. 20.
- Das Patent  EP417928: Endovascular support device and method.‌ laut BGH X ZR 199/00 S. 17.
- Entsperrgesten bei Touchscreens durch Apple[1]